# Artkino Pictures
Die Artkino Pictures oder einfach Artkino war eine Gesellschaft für den Vertrieb sowjetischer Filme in Amerika.

## Geschichte

### Sowjetische Filme in den USA
Sowjetische Filme wurden seit den 1930er Jahren ausschließlich durch Organisationen in der Sowjetunion verbreitet. Für den Markt auf dem amerikanischen Kontinent, besonders aber in den Vereinigten Staaten, bediente man sich dabei US-amerikanischer Unternehmen. Das erste solcher Unternehmen war seit 1926 Amkino. 1940 wurde Amkino allerdings aus wirtschaftlichen Gründen aufgelöst. Dies wurde von Beobachtern auf den deutsch-sowjetischen Nichtangriffspakt, die sowjetische Besetzung Ostpolens sowie den Winterkrieg zurückgeführt, die das Interesse an sowjetischen Filmen in den USA stark zurückgehen ließen.

### Gründung und Aufstieg vonArtkinoim Zweiten Weltkrieg
Bereits einen Monat später gründeten Nicola Napoli und Rosa Madell, zwei ehemalige Angestellte von Amkino, die Firma Artkino, die Amkinos Rolle übernahm. Napoli, Madell und Michael Resnick fungierten als Direktoren, Präsident war bis zu seinem Tod 1962 Nicola Napoli. Artkino hatte ein schwaches erstes Jahr. Erst mit dem Beginn des Deutsch-Sowjetischen Krieges am 22. Juni 1941 stieg das Interesse an sowjetischen Filmen in den USA wieder an, auch wenn es in Pennsylvania noch Verbote sowjetischer Filme gab, da sie Propagandafilme seien und eine „Tendenz, die öffentliche Moral zu korrumpieren“ hätten. Artkino ging gerichtlich dagegen vor. Nach dem Angriff auf Pearl Harbor im Dezember 1941 stieg das Publikumsinteresse weiter an, und der Prozess endete, weil Pennsylvania entschied, dass die Sowjetunion nunmehr Verbündeter sei und die Filme die öffentliche Moral nicht mehr gefährdeten.

### Monopolstellung in der Nachkriegszeit
Artkino war zu dieser Zeit das einzige Unternehmen, das sowjetische Filme in den USA vertrieb. Dabei vertrieb Artkino nicht nur sowjetische Filme, sondern die Filme, die die sowjetische Filmverleihfirma Sovexportfilm im Angebot hatte. Dies betraf zum Beispiel auch Razzia, den ersten Film der DEFA, der in den USA gezeigt wurde (im Juni 1948). Weitere sieben DEFA-Filme, darunter Wozzeck, Irgendwo in Berlin, Die seltsamen Abenteuer des Herrn Fridolin B., Kein Platz für Liebe, Chemie und Liebe und Straßenbekanntschaft, wurden für 1949 in Variety angekündigt. Allerdings scheint keiner dieser Filme tatsächlich in den USA aufgeführt worden zu sein, vermutlich weil Sovexportfilm die Verleihrechte am 1. November 1948 an die DEFA zurückgegeben hatte.
Bis etwa 1960 hatte Artkino eine Art Monopol auf sowjetische Filme in den USA. In den ersten Jahren nach dem Krieg hatte das sowjetische Kino aber eine kreative Krise, sodass Iwan der Schreckliche I von Sergei Eisenstein zunächst der einzige bemerkenswerte Film im Angebot von Artkino blieb. Erst ab etwa 1955 gelangten erfolgreichere Filme wie Eine große Familie, Meine Frau, Der Fall Rumjanzew, Der letzte Schuß, Karnevalsnacht, Das Haus, in dem ich wohne oder Iwan der Schreckliche II über Artkino in die amerikanischen Kinos.

### Zerfall des Monopols und langsamer Niedergang
Schon 1955 hatte es mit Romeo und Julia einen sowjetischen Film gegeben, der nicht über Artkino in den USA verliehen wurde (allerdings gibt die Internet Movie Database Artkino als Verleiher für Argentinien an). Ende der 1950er Jahre wurde zwischen den USA und der UdSSR ein Filmaustausch beschlossen, an dem Artkino nicht beteiligt war. Die direkte Folge des im November 1959 anlaufenden Projektes war, dass die großen Hollywoodstudios sich die besten Filme aussuchen konnten und Artkino sich mit den weniger angesehenen sowjetischen Filmen begnügen musste.
Die Austauschfilme, darunter Die Kraniche ziehen, Don Quichotte und Der stille Don (Teil 1, Teil 2 und Teil 3), hatten aber nur mäßigen Erfolg in den amerikanischen Kinos. Man führte dies auf mangelndes Engagement der Studios zurück. Insbesondere die Synchronisation sei sehr schlecht gewesen. Enttäuscht darüber wendeten sich die sowjetischen Verleiher wieder mehr an Artkino. Deswegen blieb die Firma auch in den frühen 1960er Jahren noch erfolgreich, zum Beispiel mit Filmen wie Der erste Tag des Friedens, Ein Brief, der nie ankam, Neun Tage eines Jahres, Erwachsene Kinder, Stiefkinder oder Die Straßenwalze und die Geige. Als Seiteneffekt des Austauschprojekts erhielten aber auch andere unabhängige Verleiher die Möglichkeit, sowjetische Filme zu erwerben und weiterzuverkaufen. Auf diese Art kamen schon 1960 Die Schneekönigin und Die Ballade vom Soldaten auf den amerikanischen Markt. In der Folge geschah dies zwar nicht oft, aber gerade bei den renommierteren Filmen, mit dem Ergebnis, dass Artkino nicht mehr an gute Filme kam. Artkino begann daher, sich auf Wiederaufführungen älterer Filme zu konzentrieren. Als Nicola Napoli 1962 starb, übernahm Rosa Madell die Leitung des Unternehmens bis zu ihrem Tod am 1. März 1970. Danach übernahm ihr Ehemann Sam Madell, der bis zum Ende des Unternehmens Präsident blieb.
1979 schloss Sovexportfilm einen Exklusivvertrag über die Verwertung etwa 100 älterer Filme mit einer anderen Vertriebsfirma, weswegen Artkino auch aus diesem Geschäft gedrängt wurde. Irgendwann zwischen 1985 und 1990 hörte Artkino auf zu existieren.

### Sonstiges
1975 stiftete der damalige Vorsitzende von Artkino, Sam Madell, das Archiv des Unternehmens an das Museum of Modern Art. 2002 übergab sein Sohn Tom weitere Unterlagen an das Pacific Film Archive.
Artkino war die erste Stelle, an die sich Saville Sax 1944 wandte, um für den späteren Spion Theodore Alvin Hall den ersten Kontakt zum KGB zu knüpfen, damit dieser über das Manhattan-Projekt berichten konnte. Nicola Napoli schickte ihn zu Sergej Kurnakow, der die Verbindung schließlich vermittelte.

## Auszeichnungen
- 1942 war der Film Russian Soil in der Kategorie Bester Dokumentarfilm für einen Oscar nominiert. Offiziell ging die Nominierung an die Vorgängerfirma Amkino,[12] die bereits zwei Jahre zuvor aufgelöst worden war. Der Oscar ging an das National Film Board of Canada für den Film Churchill’s Island.
- 1943 erhielt Artkino einen Oscar in der Kategorie Bester Dokumentarfilm für Moscow Strikes Back als einer der vier Gewinner in dieser Kategorie.
- 1947 war Artkino mit dem Film Life at the Zoo in der Kategorie Bester Dokumentar-Kurzfilm erneut für einen Oscar nominiert. Der Preis ging jedoch an das Kriegsministerium der Vereinigten Staaten für Seeds of Destiny.